# Northern Rescue
Northern Rescue è una serie televisiva canadese del 2019 creata da Mark Bacci, David Cormican e Dwayne Hill.
La prima stagione, composta da 10 episodi, è stata distribuita su Netflix il 1º marzo 2019, in tutti i paesi in cui è disponibile, ad eccezione del Canada che è stata pubblicata lo stesso giorno sul servizio streaming CBC Gem.

## Trama
Dopo la morte di sua moglie, Sarah, John West, si trasferisce con i suoi tre figli passando dalla frenetica vita urbana alla sua piccola città del nord per prendere il comando del servizio locale di ricerca e soccorso. Una volta lì, la famiglia lotta con il nuovo ambiente, i nuovi amici e l'accettazione della morte di Sarah. La zia dei ragazzi aiuta John e i suoi figli a fermare il dolore della perdita familiare, mentre affronta il decesso di sua sorella e il suo desiderio di avere una famiglia tutta sua.

## Episodi
| Stagione       | Episodi | Pubblicazione Canada | Pubblicazione Italia |
| -------------- | ------- | -------------------- | -------------------- |
| Prima stagione | 10      | 2019                 | 2019                 |